# Давіде Фонтолан
Давіде Фонтолан (італ. Davide Fontolan; нар. 24 лютого 1962, Гарбаньяте-Міланезе, Італія) — італійський футболіст, вінгер.

## Клубна кар'єра
Вихованець клубу «Леньяно», у футболці якого 1983 року розпочав дорослу футбольну кар'єру. На той час команда виступала в Серії D. Того ж року допоміг команді вийти до Серії C1, у цьому турнірі разом з «Леньяно» виступав до 1986 року, після чого Давіде перейшов до «Парми». У 1987 році перейшов до клубу Серії B «Удінезе», а через рік перейшов до іншого друголігового клубу — «Дженоа». Разом з «Дженоа» виборов путівку до Серії A в 1989 році. Завдяки вдалій грі у «Дженоа» отримав пропозицію до провідної команди Італії того часу — «Інтеру» (Мілан). У 1990 році приєднався до команди, сума відступних склала 10,5 мільярдів лір
У футболці «Інтера» Давіде дебютував лише через рік після свого переходу, 27 серпня 1991 року в переможному (1:0) поєдинку кубку Італії проти «Касетрани». Протягом свого перебування в «Інтері» Давіде займав місце в складі команди. Востаннє в футболці міланського клубу виходив на поле 24 травня 1996 року в поєдинку чемпіонату проти «Роми». Разом з «Інтером» виграв Кубок УЄФА 1993/94 та віце-чемпіонство Італії 1993. Востаннє в складі «Інтера» зіграв 23 травня 2000 року в матчі плей-оф за право виходу до Ліги чемпіонів проти «Парми». Загалом же у футболці «Інтера» зіграв 160 матчів (127 — у чемпіонаті, 13 — в єврокубках та 20 — у кубку Італії) та відзначився 16-а голами (11 — у чемпіонаті, 3 — у кубку УЄФА та 2 — у кубку Італії).
У 1996 році приєднався до складу тодішнього представника Серії A — «Болоньї». У команді виступав чотири роки, до 2000 року. У 1998 році разом з «Болонью» виграв Кубок Інтертото, здолавши хожувський «Рух». У 2000 році перейшов до складу друголігового «Кальярі», у футболці якого 2001 року завершив футбольну кар'єру.

## Кар'єра в збірній
Викликався головним тренером національної збірної Італії Арріго Саккі для підготовки до чемпіонату світу 1994 року, але на фінальну частину турніру не поїхав.

## Кар'єра тренера
Наприкінці своєї кар’єри в одному з інтерв'ю назвав свій відхід зі світу професіонального футболу «помилковим та лицемірним».
У 2015 році, через 14 років після завершення кар'єри гравця, повернувся у футбол, очоливши «Лайнатезе». 

## Особисте життя
Старший брат Давіде, Сільвано, також був футболістом. Виступав за клуби: «Комо», «Інтер» (1978—1979), «Верона» та «Асколі». 29 квітня 2018 року привів команду до перемоги в регіональному чемпіонаті в категорії Джованіссімі-2018.

## Стиль гри
Розпочав кар'єру на позиції нападника, згодом був переведений у півзахист, переважно на лівий фланг. В «Інтері» інколи міг закрити увесь фланг, зокрема у фіналі кубку УЄФА проти «Зальцбурга».

## Досягнення

### Як гравця

#### Національні
«Леньяно»
- Серія C2
  -  Чемпіон (1): 1982/83 (група «Б»)

«Дженоа»
- Серія B
  -  Чемпіон (1): 1988/89

#### Міжнародні
«Інтер»
- Кубок УЄФА
  -  Володар (2): 1990/91, 1993/94

«Болонья»
- Кубок Інтертото
  -  Володар (1): 1998